# Westover (Alabama)
Pour les articles homonymes, voir Westover.
Westover est une municipalité américaine située dans le comté de Shelby en Alabama.
Selon le recensement de 2010, sa population est de 1 275 habitants. La municipalité s'étend sur 18,53 milles carrés (47,99 km2), dont 0,12 milles carrés (0,31 km2) d'étendues d'eau.
Fondée en 1901, Westover devient une municipalité un siècle plus tard, le 31 janvier 2001,.

## Démographie
| 2010  | - | - | - |
| ----- | - | - | - |
| 1 275 | - | - | - |